# Los Olivos (Tumbes)
Los Olivos es un caserío peruano ubicado en el distrito de Papayal, perteneciente a la provincia de Zarumilla del departamento de Tumbes, al norte del Perú. 

## Ubicación
Los Olivos se ubica al este de la provincia de Zarumilla, en el distrito de Matapalo, en el departamento de Tumbes. Se ubica muy cerca a la frontera ecuatoriana-peruana.

## Demografía
En 2017 Los Olivos tenía una población de 599 habitantes.